# Igor Giorgadse
Igor Giorgadse (georgisch იგორ გიორგაძე; * 23. Juli 1950 in Saissan, Kasachische SSR, UdSSR) ist ein georgischer Politiker. Von 1968 bis 1991 war er KGB-Offizier. Von 1993 bis 1995 war er georgischer Minister für Staatssicherheit. Er verließ Georgien, nachdem er beschuldigt worden war, Drahtzieher eines Attentats auf Präsident Eduard Schewardnadse am 29. August 1995 gewesen zu sein. Von Russland aus leitet er die georgische Partei Samartlianoba (dt. Gerechtigkeit) und das georgische Parteienbündnis Anti-Soros-Bewegung.

## Leben

### KGB-Offizier
Er wurde als Sohn des Generals der Sowjetarmee Panteleimon Giorgadse geboren.
1968 trat Giorgadse in das KGB ein, begann ein Studium an der Geheimdienst-Hochschule in Moskau. 1973 schloss er das Studium als Rechts- und Sprachwissenschaftler ab. Er übernahm anschließend verschiedene Aufgaben beim georgischen KGB. 1980 bis 1981 nahm er an der sowjetischen Besetzung Afghanistans teil, war Mitglied der Kaskad-Arbeitsgruppe in Kandahar. Er wurde zum Generalleutnant des KGB befördert, erhielt 15 hohe Auszeichnungen, darunter den Titel Ehrenoffizier des KGB der UdSSR und die Medaille „Für Verdienste im Kampf“.

### Staatssicherheitsminister
1992 bis 1993 unterstützte er im georgischen Bürgerkrieg die Putschisten gegen den gestürzten Präsidenten Swiad Gamsachurdia. 1993 ernannten sie ihn zum Minister für Staatssicherheit. Während seiner Amtszeit wurde der Geheimdienst zu einem zentralen Faktor der georgischen Politik und arbeitete eng mit dem russischen Geheimdienst Federalnaya Sluschba Kontrraswedki (FSK) und seinem Nachfolger FSB zusammen.
Nach dem Attentat auf Präsident Eduard Schewardnadse am 29. August 1995 wurde er beschuldigt, ein Drahtzieher gewesen zu sein. Er entzog sich einer drohenden Verhaftung durch Flucht auf eine georgische Basis der Gruppe der Russischen Streitkräfte in Transkaukasien (GRVZ). Von dort wurde er nach Russland gebracht. In einem offenen Brief vom Oktober 1995 bestritt er jegliche Verwicklung in das Attentat und warf Schewardnadse vor, er habe ihn politisch entmachten wollen.
Georgiens Sicherheitsbehörden warfen Giorgadse die Verwicklung in weitere politische Attentate während der Jahre 1994 und 1995 vor und ließen ihn mit internationalem Haftbefehl wegen 18 verschiedener Verbrechen suchen. Giorgadse lebte zunächst verdeckt in Russland, betätigte sich als Sicherheitsberater für Firmen und Regierungen. Seit Mai 2006 wohnt er offiziell in Russland. Auslieferungsersuchen Georgiens, der Interpol und des Kongresses der Vereinigten Staaten lehnt Russland regelmäßig ab.

### Oppositionspolitiker
2000 meldete sich Giogadse in der georgischen Politik zurück. Er versuchte als Kandidat der Vereinten Kommunistischen Partei Georgiens zu den Präsidentschaftswahlen anzutreten. Doch die Zentrale Wahlkommission weigerte sich, ihn zu registrieren. Im Juli 2001 registrierte sich in Tiflis die Vereinigung Samschoblo (dt. Vaterland) mit dem Untertitel Gesamtgeorgische Patriotische Allianz, der neun verschiedene Parteien und politische Organisationen angehören. Sie wählte Giorgadse zu ihrem Vorsitzenden.
2003 gründete er die politische Partei Samartlianoba. 2004 versuchte er erneut als Präsidentschaftskandidat antreten, wurde jedoch wieder von der Wahlkommission aussortiert.
2005 initiierte er das Parteienbündnis Anti-Soros-Bewegung, der neben Samartlianoba noch drei weitere Parteien angehören. Der Name des bezieht sich auf den US-amerikanischen Investmentbanker und Philanthropen George Soros, der die Träger der Rosenrevolution in Georgien finanziell unterstützte. Das Bündnis befürwortet enge wirtschaftliche und politische Beziehungen zu Russland, kritisiert den Kurs der Westintegration Georgiens. In der Bevölkerung findet die Anti-Soros-Bewegung kaum Unterstützung. Von politischen Gegnern wird ihr vorgeworfen, vom russischen Geheimdienst gesteuert zu werden.
Im Mai 2006 drohte Giorgadse auf einer Pressekonferenz in Moskau mit einer Brennnesselrevolution in Georgien, wenn Präsident Micheil Saakaschwili und seine Partei Nationale Bewegung - Demokraten die Macht nicht abgeben würden.
Am 6. September 2006 verhaftete die georgische Polizei 29 Mitglieder von Giorgadses Partei Samartlianoba. Gegen zwölf von ihnen wurde Untersuchungshaft angeordnet. Sie werden beschuldigt, einen Staatsstreich gegen Präsident Saakaschwili und seine Regierung geplant und mit einem ausländischen Geheimdienst kollaboriert zu haben. Bei der Durchsuchung von Parteibüros wurden Waffen und Schwarzgeld gefunden.
Seit 2009 leitet Giorgadse die in Moskau registrierte Nichtregierungsorganisation „Georgien im Ausland“.
Im März 2016 prüfte das Interpol-Generalsekretariat den von Giorgadses Anwälten eingereichten Antrag über seine politisch motivierte Verfolgung seit 1995 und beschloss, die internationale Fahndung gegen ihn einzustellen. Kurz danach wurde ein Abwesenheitsverfahren von Giorgadses Anwälten initiiert, um auf legalem Wege seine Rückkehr nach Georgien zu ermöglichen.